# Фрейзер, Джо
Джозеф Уильям (Джо) Фрейзер (англ. Joseph William «Joe» Frazier; 12 января 1944, Бьюфорт, Южная Каролина, США — 7 ноября 2011, Филадельфия, Пенсильвания, США) — американский боксёр-профессионал, выступавший в тяжёлой весовой категории. Олимпийский чемпион 1964 года. Абсолютный чемпион мира в тяжёлой весовой категории (версия WBC, 1970—1973; версия WBA, 1970—1973). Победил десять бойцов за титул чемпиона мира в тяжёлом весе. Многими авторитетными спортивными изданиями признан одним из величайших боксёров всех времён. Отличался незаурядной выносливостью — известный тренер Анджело Данди называл его за это «энерджайзером в боксёрских трусах». 
Фрейзер также является одним из прототипов персонажа Рокки Бальбоа из серии фильмов «Рокки». Считается, что своеобразный стиль и техника ведения боя, которые использовал Джо Фрейзер, в дальнейшем повлияли на становление многих талантливых боксёров-тяжеловесов, таких как Дэвид Туа и Майк Тайсон.

## Любительская карьера
До 1965 года выступал среди любителей, а в 1964 году на Олимпиаде в Токио 20-летний Джо выиграл золото в супертяжёлой весовой категории, победив в полуфинале советского боксёра Вадима Емельянова, а в финале — немца Ханса Хубера со счётом 3:2.

## Профессиональная карьера
Профессионалом стал в августе 1965 года.
В сентябре 1966 года раздельным решением судей победил Оскара Бонавену. Фрейзер дважды побывал в нокдауне во втором раунде.
В июле 1967 года в четвёртом раунде нокаутировал Джорджа Чувало.
В декабре 1968 года состоялся второй бой между Фрейзером и Оскаром Бонавеной. На этот раз Фрейзер победил единогласным решением судей.
В сентябре 1969 года в седьмом раунде техническим нокаутом победил Джерри Квари. Поединок получил статус «бой года» по версии журнала «Ринг».
В феврале 1970 года состоялся бой между Фрейзером и чемпионом мира в тяжёлом весе по версии WBA Джимми Эллисом. На кону также стоял вакантный титул чемпиона мира в тяжёлом весе по версии WBC. Фрейзер нокаутировал чемпиона в пятом раунде.
В ноябре состоялся бой между Фрейзером, владеющим в тот момент титулом абсолютного чемпиона мира в тяжёлом весе, и абсолютным чемпионом мира в полутяжёлом весе Бобом Фостером. Фрейзер нокаутировал противника во втором раунде.
В марте 1971 года Фрейзер вышел на ринг против бывшего чемпиона мира в тяжёлом весе Мухаммеда Али. Впервые в истории тяжёлого веса в чемпионском бою встретились два небитых чемпиона — один бывший, другой действующий. Фрейзер обладал хорошей скоростью и смог противостоять Али. В пятнадцатом раунде он отправил в красивый нокдаун бывшего чемпиона (третий в карьере Али). Али впервые проиграл. Поединок получил статус «бой года» по версии журнала «Ринг».
В январе 1972 года в четвёртом раунде нокаутировал Терри Дэниелса.
В мае он в пятом раунде нокаутировал Рона Стэндлера.
В январе 1973 года состоялся бой между двумя непобеждёнными боксёрами — Фрейзером и Джорджем Форманом. Фрейзер трижды побывал в нокдауне в первом раунде, и трижды во втором. Форман победил техническим нокаутом во втором раунде. Поединок получил статус «бой года» по версии журнала «Ринг».
В июле победил по очкам Джо Багнера.
В январе 1974 года состоялся второй бой Фрейзера против Мохаммеда Али. Бой состоял из двенадцати раундов. По итогам боя единогласным решением судей победу присудили Мохаммеду Али. Многим решение судей показалось спорным.
В июне состоялся второй бой между Фрейзером и Джерри Квари. Фрейзер нокаутировал противника в пятом раунде.
В марте 1975 года состоялся второй бой между Фрейзером и Джимми Эллисом. Фрейзер нокаутировал противника в девятом раунде.
Первого октября состоялся третий бой между Фрейзером и Мохаммедом Али. Бой проходил при невероятной жаре — более 30 градусов. Это был упорная и агрессивная схватка с интригой до самого конца: Али и Фрейзер устроили настоящий мордобой. С первого по пятый раунд преимущество было за Али, с шестого по одиннадцатый Фрэйзер «избивал» Али, после очередного раунда Али сказал: «Я, кажется, умираю». После четырнадцатого раунда тренер Фрейзера остановил поединок — Фрейзер, будучи с 1965 года слепым на левый глаз, практически не видел правым (тренер показал три пальца и попросил их сосчитать, Фрейзер ответил «один»). В то же время в своем углу Али просил снять перчатки («я очень устал, снимите с меня перчатки») и, по версии его врача, на пятнадцатый раунд выйти бы не смог. После окончания боя Мохаммед встал и упал без сознания в своём углу. В чью пользу закончился бы бой, если б судья не остановил его, остаётся вопросом.

После этого боя Али назвал Фрейзера лучшим боксером после себя и сказал, что он его очень сильно недооценивал. Поединок получил название «Триллер в Маниле (Trilla in Manila)» и статус «бой года» по версии журнала «Ринг».
В июне 1976 года состоялся второй бой между Фрейзером и Джорджем Форманом. Фрейзер проиграл нокаутом в пятом раунде. После этого боя он не выходил на ринг пять лет.
В декабре 1981 года вернулся в бокс. Он вышел на ринг против малоизвестного Флойда Каммингса. В начале боя доминировал Фрейзер, но к концу боя он начал сильно уставать, и последние раунды боя прошли при небольшом преимуществе Каммингса. По итогам десяти раундов судьи дали спорную ничью. Часть экспертов посчитала, что Каммингс победил. После этого боя Фрейзер ушёл из бокса.

## Актерская карьера
Фрейзер появлялся в роли актёра в некоторых фильмах. Сыграл самого себя в эпизоде фильма «Рокки» (1976) в сцене представления боксёров перед боем. В 1994 году снялся в фильме «Обитель ангелов».

## Семья
Жена — Флоренция Фрейзер. 
Дети:
- Уитта Джо-Нетта Фрейзер,
- Наташа Фрейзер,
- Маркус Фрейзер,
- Марвис Фрейзер — боксёр-профессионал, выступавший в тяжёлой весовой категории. В 1983 году победил Джо Багнера, которого Джо Фрейзер также победил в 1973 году.
- Жаклин (Джеки) Фрейзер-Лайд[англ.] — боксёр-профессионал, чемпионка мира в полутяжёлом весе. В 2001 году потерпела поражение в бою с Лейлой Али, дочерью Мухаммеда Али. Промоутеры активно продвигали этот бой как четвёртое противостояние Али — Фрейзер[2].
- Джо Фрейзер-младший (он же Гектор Фрейзер) — также был профессиональным боксёром.

## Смерть
В 2011 году Джо Фрейзеру диагностировали рак печени в одной из последних стадий. Об этом печальном известии публике сообщил менеджер «Дымящегося Джо» Лесли Вульф.
7 ноября 2011 года Джо Фрейзер скончался в хосписе Филадельфии.